# Bohuslavice (Jihlavai járás)
Bohuslavice település Csehországban, a Jihlavai járásban. Bohuslavice Rozseč, Nová Říše, Zdeňkov és Vápovice településekkel határos. Lakosainak száma 151 fő (2024. január 1.).

## Népesség
A település lakosságának változását az alábbi diagram mutatja:
| Lakosok száma | 233  | 219  | 230  | 148  | 103  | 125  | 142  | 138  | 128  | 151  |
|               | 1869 | 1890 | 1921 | 1950 | 1980 | 2001 | 2017 | 2019 | 2022 | 2024 |